# 검은 월요일 (1987년)
검은 월요일(영어: Black Monday, 시간대 차이로 인해 일부 지역에서는 검은 화요일(영어: Black Tuesday)로도 알려져 있음)은 1987년 10월 19일 월요일에 발생한 전 세계적인, 심각하고 대부분 예상치 못했던 주가 대폭락이었다. 전 세계적인 손실은 1조 7천1백억 미국 달러로 추정되었다. 이러한 심각성은 장기간의 경제 불안정 또는 대공황의 재현에 대한 두려움을 불러일으켰다.

## 개요
검은 월요일은 1929년 월스트리트 대폭락 사건 당시 일어난 10월 24일의 대폭락, 10월 28일~29일의 검은 목요일 사건 당시 폭락한 수치보다 더욱 큰 퍼센트로 폭락하였다. 전 세계적인 손실은 1조 7,100억 달러로 추정된다. 심각한 정도는 장기간의 경제적 불안정 또는 대공황의 재연에 대한 두려움을 촉발시켰다.
초기 주가 하락에 대한 가능한 설명으로는 주식이 상당히 과대평가되어 조정을 겪을 것이라는 두려움, 지속적인 미국의 무역 및 예산 적자, 그리고 이자율 상승 등이 있다. 검은 월요일에 대한 또 다른 설명은 달러의 하락과 정부의 하락 방지 시도에 대한 신뢰 부족에서 비롯된다. 1987년 2월, 주요 선진국들은 통화 정책 조율이 국제 통화 시장을 안정시킬 것이라는 희망을 가지고 루브르 합의에 서명했지만, 합의의 실현 가능성에 대한 의구심이 신뢰 위기를 초래했다. 하락은 포트폴리오 보험 헤지(다양한 주식 시장 상황에서 지수 선물을 매매하는 컴퓨터 기반 모델 사용) 또는 자기 강화적인 공포 전염에 의해 가속화되었을 수 있다.
주식 시장 붕괴가 실물 경제로 확산된 정도는 각 국가가 대응으로 추구한 통화 정책과 직접적으로 관련되어 있다. 미국, 서독, 일본의 중앙은행들은 금융 기관들 간의 채무 불이행을 막기 위해 시장 유동성을 제공했고, 실물 경제에 대한 영향은 상대적으로 제한적이고 단기적이었다. 그러나 뉴질랜드 준비은행이 통화 정책을 완화하지 않은 것은 금융 시장과 실물 경제 모두에 급격한 부정적이고 비교적 장기적인 결과를 초래했다.

## 미국

### 배경

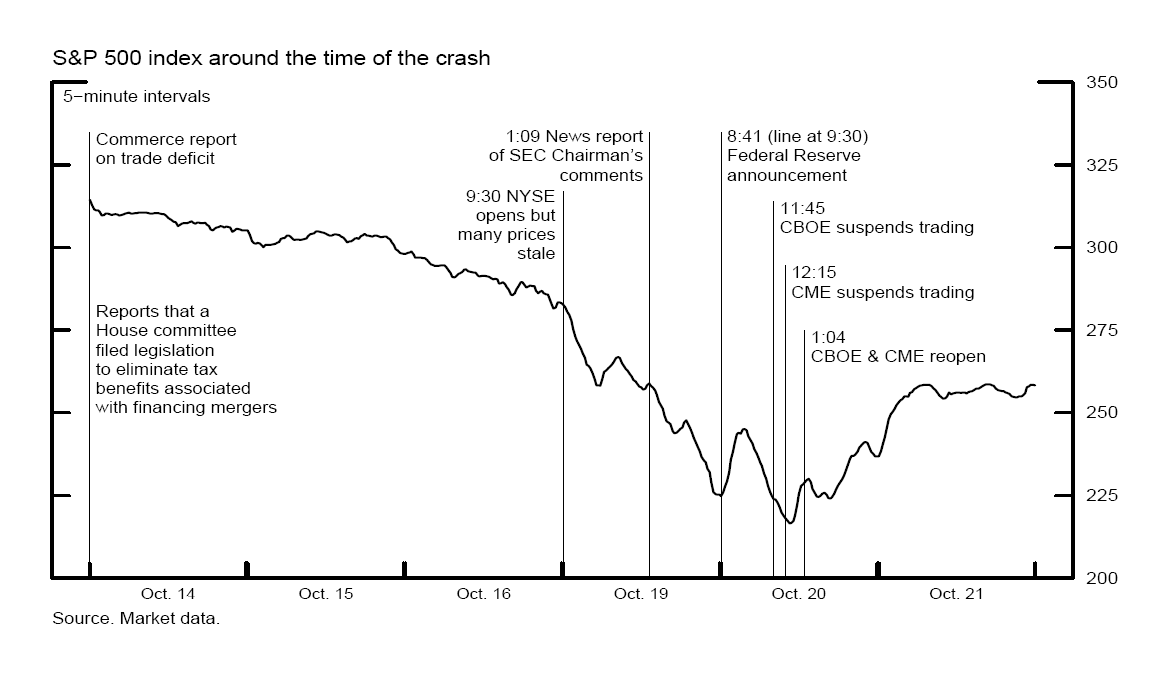
미국 연방준비제도가 작성한 연대기

5년 간의 강력한 강세장 동안 다우 존스 산업평균지수(DJIA)는 1982년 8월 776에서 1987년 8월 최고점 2,722로 상승했다. 같은 강세 추세는 이 기간 동안 전 세계 시장 지수를 상승시켰으며, 가장 큰 19개 지수는 평균 296% 상승을 기록했다.
1980년대 미국은 레이거노믹스 밑에서 호황을 누렸지만, 재정적자와 경상수지 적자는 악화되었고 금융시장은 과열조짐을 보이기 시작했다. 이에 대한 투자자들의 우려가 반영된 것이 검은 월요일이다. 컴퓨터를 이용한 자동매매가 주가하락을 가속화했다.
1987년 10월 14일 수요일 아침, 미국 하원 세입위원회는 기업 인수 및 차입매수 자금 조달과 관련된 세금 혜택을 줄이는 법안을 발의했다. 10월 14일 미국 상무부가 발표한 예상보다 높은 무역 적자 수치는 미국 달러 가치에 추가적인 부정적 영향을 미치면서 이자율을 상승시키고 주가를 하락시켰다. 그 날 하루 동안 DJIA는 95.46포인트 (3.81%) 하락하여 2,412.70을 기록했고, 다음 날에는 다시 57.61포인트 (2.39%) 하락하여 8월 25일 최고치 대비 12% 이상 떨어졌다. 10월 16일 금요일, DJIA는 108.35포인트 (4.6%) 하락했다. 이는 10월 14일의 하락이 검은 월요일의 영향을 받은 모든 국가들 중 가장 초기의 중요한 하락이었다.
주말 동안 시장은 휴장했지만, 상당한 매도 압력은 여전히 존재했다. 포트폴리오 보험사의 컴퓨터 모델은 여전히 매우 큰 규모의 매도를 지시했다. 더욱이 일부 대형 상호 펀드 그룹은 고객이 금요일 시장 마감 시점의 가격으로 주말 동안 쉽게 주식을 환매할 수 있도록 하는 절차를 가지고 있었다. 이러한 환매 요청량은 회사들의 현금 준비금을 훨씬 초과하여, 다음 월요일 시장이 열리자마자 대량의 주식 매도를 강요했다. 마지막으로, 일부 거래자들은 이러한 압력을 예상하고 가격 하락이 예상되기 전에 월요일에 일찍 적극적으로 매도함으로써 시장에 앞서 나가려고 했다.

### 폭락
뉴욕 증권거래소(NYSE)가 1987년 10월 19일 개장하기 전에는 매도 압력이 쌓여 있었다. 시장이 개장하자 매도 주문과 매수 주문 물량 사이에 큰 불균형이 발생하여 가격에 하방 압력을 가했다. 당시 규정에 따르면 지정된 마켓 메이커(스페셜리스트)는 주문 불균형이 질서 있는 방식으로 처리할 수 있는 능력을 초과할 경우 주식 거래를 지연하거나 중단할 수 있었다. 10월 19일의 불균형은 너무 커서 S&P 500 지수(S&P)에 있는 95개 주식이 늦게 개장했으며, DJIA 30개 주식 중 11개도 마찬가지였다. 그러나 중요하게도 선물 시장은 모든 분야에서 정시에 개장했으며, 대량 매도가 이루어졌다.
그 월요일, DJIA는 508포인트(22.6%) 하락했으며, 선물시장과 옵션 시장에서도 붕괴가 동반되었다. 이는 DJIA 역사상 가장 큰 일일 백분율 하락이었다. DJIA는 개장 시 2,246.74에서 마감 시 1,738.74로 떨어졌다. 대량 매도는 하루 종일, 특히 마지막 90분 동안 급격한 가격 하락을 야기했다. 매도 주문이 폭주하면서 NYSE에 상장된 많은 주식은 거래 정지와 지연에 직면했다. 그 날 2,257개의 NYSE 상장 주식 중 195건의 거래 지연 및 정지가 발생했다. 총 거래량은 너무 많아서 컴퓨터 및 통신 시스템이 마비되어 주문이 한 시간 이상 처리되지 못했다. 대규모 자금 이체가 지연되었고 페드와이어 및 NYSE 수퍼닷 시스템은 장시간 중단되어 거래자들의 혼란을 더욱 가중시켰다.

### 마진 콜과 유동성
프레데릭 미시킨은 가장 큰 경제적 위험은 폭락 당일의 사건 자체가 아니라, 증권업계의 장기적인 유동성 위기가 증권사와 전문가들의 지불능력과 생존 가능성을 위협하기 시작할 경우 "증권사들의 확산적인 붕괴" 가능성이 있다고 제안했다. 이러한 가능성은 폭락 다음 날 처음으로 나타났다. 적어도 초기에는 이러한 기관들이 실패할 매우 현실적인 위험이 있었다. 만약 그렇게 된다면, 파급 효과가 전체 금융 시스템을 휩쓸어 실물경제 전체에 부정적인 결과를 초래할 수 있었다. 로버트 R. 글라우버는 "브래디 위원회의 관점에서 보면 검은 월요일은 무서웠을지 모르지만, 화요일의 자본-유동성 문제가 정말 끔찍했다"고 말했다.
이러한 유동성 문제의 원인은 마진 콜의 전반적인 증가였다. 마진 콜은 평균 규모의 약 10배였고, 이전 최고 수준의 3배에 달했다. 여러 회사들은 고객 계좌에 충분한 현금이 없었다. 즉, '분리 부족' 상태였다. 자사의 자본에서 자금을 인출하여 부족분을 충당하는 회사들은 때때로 자본 부족 상태가 되었다. 11개 회사들은 단일 고객에 대한 마진 콜이 해당 회사의 조정된 순자본을 초과했으며, 때로는 두 배에 달했다. 투자자들은 10월 19일에 이루어진 마진 콜을 10월 20일 시장 개장 전에 상환해야 했다. 청산소 회원사들은 이러한 갑작스럽고 예상치 못한 비용을 충당하기 위해 대출 기관에 신용 확대를 요청했지만, 추가 신용을 요청하는 중개업체들이 신용 한도를 초과하기 시작했다. 은행들도 혼란스러운 시장에 대한 개입과 노출을 늘리는 것을 우려했다. 은행에 요구된 신용의 규모와 시급성은 전례가 없었다. 일반적으로 거래 상대방 위험은 거래 상대방의 신용도와 담보로 제공된 담보의 가치가 매우 불확실해지면서 증가했다.

### 연방준비제도의 대응
경제학자 마이클 무사는 "폭락에 대한 통화 정책의 대응은 대규모이고 즉각적이며 적절했다"고 평가하였다. 폭락 하루 뒤, 연방준비제도(Fed)는 위기에 대처하기 위해 최종 대부자로서 역할을 시작했다. 위기 관리 접근 방식의 예로는 간결하고 단호한 공개 선언, 공개시장운영을 통한 유동성 공급, 은행들에게 증권 회사에 대출하도록 설득, 맞춤형 직접 행동 등이 있다.
10월 20일 오전, Fed 의장 앨런 그린스펀은 짧은 성명에서 "미국 중앙은행으로서의 책임에 따라 연방준비제도는 오늘 경제 및 금융 시스템을 지원하기 위한 유동성 공급원으로서의 준비 태세를 확인했다"고 밝혔고 Fed 소식통은 오해를 피하기 위해 간결함이 의도적이었다고 시사했다. 이 발표는 전례 없는 유동성 수요에 직면하고 즉각적인 유동성 위기 가능성이 있었던 시장에 진정 효과를 가져왔을 것이다. 발표 후 시장은 약 200포인트 상승했지만, 랠리는 단명했다. 정오까지 상승분은 사라졌고 하락세가 다시 시작되었다.
Fed는 이어서 시장 유동성을 공급하고 위기가 다른 시장으로 확산되는 것을 막기 위해 조치를 취했다. Fed는 즉시 공개 시장 매입을 통해 금융 시스템에 준비금을 투입하기 시작했다. 10월 20일, Fed는 공개 시장을 통해 170억 달러를 은행 시스템에 투입했다. 이는 은행 준비금 잔액의 25% 이상, 전체 국가의 본원통화의 7%에 해당하는 금액이었다. 이는 연방 기금 금리를 0.5% 급격히 낮추었다. Fed는 몇 주 동안 증권의 대규모 공개 시장 매입을 계속했다. Fed는 또한 정기적으로 예정된 시간보다 한 시간 일찍 이러한 개입을 반복적으로 시작했으며, 전날 저녁에 딜러들에게 일정 변경을 통지했다. 이 모든 것은 그린스펀의 초기 발표와 유사하게, 유동성이 임박했음을 시장에 확신시키기 위해 매우 주목받고 공개적인 방식으로 이루어졌다. Fed의 보유 자산은 시간이 지남에 따라 상당히 증가했지만, 증가 속도가 과도하지는 않았다. 더욱이 Fed는 장기적인 정책 목표가 부정적으로 영향을 받지 않도록 나중에 이러한 보유 자산을 처분했다.
Fed는 대규모 은행들이 증권 회사에 대출하도록 동기를 부여하는 도덕적 설득 전략과 더불어 은행들에게 유동성을 적극적으로 공급함으로써 전례 없는 신용 수요를 성공적으로 충족시켰다. 훗날 연방준비제도 이사회 의장이 된 경제학자 벤 버냉키는 다음과 같이 썼다.
Fed의 핵심 조치는 혼란스러운 상황과 대출자 선택의 심각한 역선택 가능성에도 불구하고 은행들이 관례적인 조건으로 대출을 제공하도록 유도하는 것이었다 (설득과 유동성 공급을 통해). 예상컨대, 이러한 대출은 은행 (및 Fed)의 관점에서 손실이 되는 전략이었을 것이다; 그렇지 않았다면 Fed의 설득은 필요하지 않았을 것이다.
Fed의 두 가지 전략은 완전히 성공적이었다. 시카고와 특히 뉴욕의 대형 은행들이 증권 회사에 대한 대출을 실질적으로 늘렸으며, 종종 거의 두 배로 증가시켰기 때문이다.

## 해외 증권 시장
23개의 주요 세계 시장 모두 1987년 10월에 급격한 하락을 경험했다. 주식 시장은 전 세계적으로 붕괴되었는데, 일본 외 아시아 시장에서 시작하여 유럽, 미국, 그리고 마지막으로 일본으로 이어졌다. 미국 달러로 환산했을 때, 8개 시장은 20~29%, 3개 시장은 30~39%(말레이시아, 멕시코, 뉴질랜드), 3개 시장은 40% 이상(홍콩, 호주, 싱가포르) 하락했다. 가장 적게 영향을 받은 곳은 오스트리아(11.4% 하락)였고, 가장 많이 영향을 받은 곳은 홍콩으로 45.8% 하락했다. 23개의 주요 산업 국가 중 19개국이 20%를 초과하는 하락을 겪었다. 전 세계 손실은 1조 7,100억 미국 달러로 추정된다. 폭락의 심각성은 장기적인 경제 불안정 또는 심지어 대공황의 재연에 대한 두려움을 불러일으켰다.
검은 월요일의 대폭락 이후 10월 말까지 각국 주식시장은 홍콩 45.5%, 호주 41.8%, 에스파냐 31%, 영국 26.45%, 미국 22.68%, 캐나다 22.5% 하락하였다. 뉴질랜드 같은 경우에는 10월 한달에만 60%가 폭락하여 1987년 고점을 회복할 때까지 수년이 걸렸다.

### 영국

런던 증권거래소의 FTSE 100 지수 (1987년 6월 19일~1988년 1월 19일)

10월 16일 금요일, 런던의 모든 시장은 1987년 대폭풍으로 인해 예상치 못하게 급히 폐쇄되었다. 다시 개장하자 폭락 속도는 더욱 빨라졌다. 정오까지 파이낸셜 타임스 스톡 익스체인지 100 지수(FTSE 100)는 296포인트, 즉 14% 하락했다. 이틀 만에 23% 하락했는데, 이는 폭락 당일 NYSE가 하락한 비율과 거의 같았다. 주식은 이후 덜 급격한 속도로 계속 하락하여 11월 중순에는 폭락 전 최고점보다 36% 낮은 최저점에 도달했다. 주식은 1989년까지 회복되기 시작하지 않았다.

### 일본
일본에서는 1987년 10월의 폭락을 시간대 차이 때문에 때로는 '블루 투즈데이'(Blue Tuesday)라고 부르며, 그 영향은 비교적 가벼웠다. 경제학자 울리케 셰이드에 따르면, 초기 시장 붕괴는 심각했다. 도쿄 시장은 하루 만에 14.9% 하락했으며, 일본의 손실액 4,210억 달러는 전 세계 총 손실액 1조 7천억 달러 중 뉴욕의 5천억 달러 다음으로 많았다. 그러나 미국과 일본 금융 시스템 간의 체계적인 차이로 인해 10월 20일 화요일 폭락 중과 후에 크게 다른 결과가 나타났다. 일본에서는 뒤이은 공황이 최악의 경우에도 경미한 수준에 불과했으며, 닛케이 225 지수는 불과 5개월 만에 폭락 전 수준을 회복했다. 다른 글로벌 시장은 폭락 후 회복 속도가 더 느렸으며, 뉴욕, 런던, 프랑크푸르트 모두 같은 수준의 회복을 달성하는 데 1년 이상이 걸렸다.
경제학자 데이비드 D. 헤일에 따르면, 당시 일본에 이미 존재했던 몇 가지 독특한 제도적 특성들이 변동성을 완화하는 데 도움이 되었다. 여기에는 주식 가격 변동에 대한 10~15%의 급격한 제한과 같은 거래 제한, 국내외 거래자들의 공매도에 대한 제한 및 제도적 장벽, 변동성 변화에 따른 증거금 요구 사항의 빈번한 조정, 상호 펀드 환매에 대한 엄격한 지침, 그리고 일본 재무성이 총 주식 수를 통제하고 증권 산업에 대한 도덕적 설득을 행사한 조치들이 포함되었다. 후자의 예로는 폭락 당일 오후 이른 시간에 재무부가 4대 증권사 대표들을 차담에 초대한 사건이 있다. 재무부 방문 후 이들 기업은 일본전신전화 주식을 대량 매입했다.

### 홍콩
전 세계 시장 중 가장 심각한 하락은 홍콩에서 발생했으며, 주식 가치가 45.8% 하락했다. 홍콩 증권 거래소의 항셍 지수는 사상 최대의 단일 하락폭인 420.81포인트 하락하여 홍콩 달러 650억 (10%)의 주식 가치를 소멸시켰다. 다음 거래일에 뉴욕 시장의 지속적인 하락을 목격하고 자체 거래소의 급격한 하락 또는 완전한 붕괴를 우려한 홍콩 증권 거래소 위원회와 선물 거래소 위원회는 다음 날 아침 두 시장 모두를 폐쇄한다고 발표했다. 폐쇄는 4영업일 동안 지속되었다. 그들의 결정은 시장 붕괴가 홍콩의 전체 금융 시스템에 심각한 결과를 초래하고 폭동을 야기할 수 있으며, 중국 인민 공화국 군대의 개입 위협까지 있다는 높은 위험에 부분적으로 동기 부여되었다. 닐 건닝햄에 따르면 또 다른 동기는 심각한 이해 상충으로 인해 발생했다. 많은 위원회 회원들이 선물 중개인이었고, 그들의 회사들은 고객으로부터 상당한 채무 불이행 위험에 처해 있었기 때문이다.
주식 시장이 어려움에 처했음에도 불구하고, 당시 미국 외 지역에서 가장 거래가 많았던 선물 거래소의 구조적 결함이 더 큰 금융 위기의 핵심이었다. 홍콩 선물 거래소의 구조는 전 세계 다른 많은 거래소와 크게 달랐다. 많은 국가에서는 대규모 기관 투자자들이 시장을 지배한다. 선물 거래의 주된 동기는 헤징이다. 홍콩에서는 시장 자체뿐만 아니라 많은 거래자와 브로커가 경험이 부족했다. 이 시장은 상대적으로 정보에 둔감하고 미숙하며, 시장에 대한 단기적인 의지만을 가지고 있고, 목표가 주로 헤징보다는 투기에 치중하는 소규모 현지 투자자들로 크게 구성되어 있었다. 관련된 모든 당사자들 사이에는 폭락이나 급격한 하락 가능성에 대한 기대가 거의 없었거나 그러한 하락의 결과에 대한 이해가 거의 없었다. 사실 강세장이 지속될 것이라는 기대에 의존하는 투기적 투자는 개인 투자자들, 종종 브로커들 자신들 사이에서도 널리 퍼져 있었다.
그러나 선물 거래소의 주요 단점은 부실 경영과 규제 성실성 및 설계의 실패였다. 이러한 실패는 특히 신용 통제 분야에서 심각했다. 홍콩에서는 신용 접근 방식이 마진 및 마진 콜 시스템과 보증 기금으로 뒷받침되는 보증 회사로 구성되었다. 홍콩 거래소의 마진 요구 사항은 서류상으로는 다른 주요 시장과 일치했지만 실제로는 중개인들이 위험을 거의 고려하지 않고 정기적으로 신용을 제공했다. 느슨하고 자유로우며 치열한 경쟁 환경에서 마진 요구 사항은 일상적으로 절반으로 줄었으며 때로는 완전히 무시되기도 했다. 홍콩에는 또한 중개인이 고객의 채무 상환 능력을 심사하도록 강제하는 적합성 요구 사항도 없었다. 감독 부재는 도덕적 해이로 인한 위험 불균형을 야기한다. 현금 보유량이 적은 거래자들이 선물에 투기하여 제대로 예측하면 이익을 얻지만, 예측이 틀리면 단순히 채무 불이행을 하는 것이 수익성이 있게 된다. 부도 계약의 파도가 닥치면 중개인들은 고객의 손실에 대해 책임을 지게 되어 잠재적으로 파산에 직면할 수 있다. 결국 보증 회사는 홍콩 달러 1500만(미국 달러 200만)의 자본금만 보유하고 있어 심각한 자금 부족 상태였다. 이 금액은 하루에 약 14,000건의 계약이 거래되고 기초 가치가 홍콩 달러 43억에 달하는 시장에서 대규모 고객 채무 불이행을 처리하기에는 부족했다.
폭락 초기에는 홍콩 달러 67억 (미국 달러 10억) 상당의 미결제 계약이 약 36,400건에 달했다. 1988년 4월까지 홍콩 달러 8억이 미결제 상태였다. 닐 건닝햄에 따르면, 누적된 영향은 홍콩 선물 시장에 거의 치명적이었다. "전 세계 다른 선물 거래소들이 폭락에서 경미한 피해만 입은 반면, 홍콩의 위기는 적어도 단기적으로는 선물 거래소의 사실상 해체를 초래했다." 결국, 당시 영국 식민지 정부는 정치적 안정과 공공 질서를 유지하기 위해 홍콩 달러 40억의 구제 금융을 제공하여 보증 기금을 구제할 수밖에 없었다.

### 뉴질랜드
뉴질랜드 주식 시장의 붕괴는 특히 길고 깊었으며, 다른 글로벌 시장이 회복된 후에도 장기간 하락세를 이어갔다. 더욱이 다른 국가들과 달리 뉴질랜드에서는 1987년 10월 폭락의 영향이 실물 경제로 확산되어 장기적인 경기 침체에 기여했다.
1980년대 중반의 전 세계적인 경제 호황은 뉴질랜드에서 외환 통제 완화와 은행 규제 완화의 물결로 증폭되었다. 특히 규제 완화는 금융 기관에 대출에 대한 상당한 자유를 갑자기 부여했지만, 그들은 대출 경험이 거의 없었다. 금융 산업은 환희에 가까운 낙관주의 상태에 있었다. 이는 주식 시장 및 부동산 시장에서의 증가된 투기를 포함한 더 큰 금융위험 감수에 유리한 분위기를 조성했다. 외국인 투자자들도 뉴질랜드의 상대적으로 높은 이자율에 매력을 느껴 참여했다. 1984년 후반부터 검은 월요일까지 상업용 부동산 가격과 상업용 건축은 급격히 상승했으며, 주식 시장의 주가는 세 배로 뛰었다.
뉴질랜드 주식 시장은 첫날 거의 15% 하락했다. 다음 3개월 반 동안 시장 가치는 절반으로 줄었다. 1988년 2월 최저점에 도달했을 때, 시장은 가치의 60%를 잃었다. 금융 위기는 거시 경제에 상당한 영향을 미치는 부채 축소의 물결을 촉발했다. 투자 회사와 부동산 개발업자들은 부분적으로 주가 손실을 상쇄하고, 부분적으로는 폭락으로 인해 과잉 건설이 드러났기 때문에 부동산을 투매하기 시작했다. 더욱이 이들 기업은 부동산을 담보로 삼아 대출을 늘려왔다. 부동산 가치가 붕괴되자 대출 기관의 재무상태표 건전성이 악화되었다.
뉴질랜드 준비은행은 디스인플레이션 기조를 유지하며 통화 정책 완화를 거부했는데, 이는 기업들이 의무를 이행하고 운영을 유지하는 데 도움이 되었을 것이다. 유해한 영향이 다음 몇 년 동안 확산됨에 따라, 주요 기업과 금융 기관이 파산했고, 뉴질랜드와 호주의 은행 시스템은 손상되어 "장기 불황"에 기여했다. 신용 접근성이 감소했다. 사실  1993년까지 뉴질랜드 준비은행이 2%를 넘지 않는 인플레이션율을 달성하도록 요구하는 법률 때문에 이자율은 변동성이 컸고 여러 차례 인상되었다. 이러한 요소들의 결합은 1987년부터 1993년까지 지속된 장기 불황에 크게 기여했다.

## 원인
검은 월요일 폭락의 원인에 대한 논의는 두 가지 이론적 모델에 초점을 맞추는데 이는 외생적 또는 내생적 변수를 강조하는지 여부에 따라 다르다. 첫 번째 모델은 투자자 행동에 영향을 미치거나 촉발하는 중요한 뉴스 이벤트와 같은 외생적 요인을 찾았다. 두 번째 모델인 '폭포 이론' 또는 '시장 붕괴'는 내생적인 내부 시장 역학 및 시스템 변수 또는 거래 전략의 상호 작용을 식별하려고 시도하며, 주문 불균형이 가격 변화로 이어지고, 이 가격 변화가 다시 추가적인 주문 불균형으로 이어지며, 이는 다시 추가적인 가격 변화로 이어지는 등 나선형의 폭포를 형성한다. 촉발 요인이 폭포를 시작하면 둘 다 발생할 수 있다.

### 시장 요인
몇몇 사건들이 주가 초기 하락의 잠재적 촉발 요인으로 언급되었다. 그 중 하나는 기업 인수 비용을 증가시킬 것으로 예상되는 세금 개정안이었다. 그러나 노벨 경제학상을 수상자인 로버트 J. 실러는 당시의 경험에 대한 여러 측면과 관련하여 폭락 직후 889명의 투자자(개인 투자자 605명, 기관 투자자 284명)를 대상으로 설문 조사를 실시했다. 세금 개정안에 대한 뉴스가 폭락의 촉발 요인이었다고 믿은 기관 투자자는 3명에 불과했으며, 개인 투자자는 아무도 없었다.
다른 종종 언급되는 요인으로는 주식이 과대평가되어 조정이 확실시된다는 일반적인 느낌, 달러의 하락, 지속적인 무역 및 예산 적자, 그리고 상승하는 이자율 등이 있다. 실러에 따르면, 그의 설문조사에서 가장 흔한 답변은 당시 투자자들의 전반적인 사고방식과 관련이 있었다. 즉, 과도한 부채로 인해 촉발되었을 수 있는 임박한 폭락에 대한 "직감"이었다. 이는 경제학자 마틴 펠드스타인이 제시한 설명과 일치하는데 그는 이러한 제도적 및 시장 요인 중 몇 가지가 전반적인 불안감 속에서 압력을 가했다고 주장했다. 펠드스타인은 주식 시장이 "역사적이고 지속 가능한 기준에 비해 너무 높은" 가격을 유지하는 투기적 거품 속에 있었다고 제안한다. 실물 경제는 잘 돌아가고 있었고, 이익과 수익은 증가하고 있었지만 주가는 기초적인 이익보다 더 빠르게 상승하고 있었다. 이러한 자본 이득은 유지할 수 없는 높은 주가수익비율을 만들어냈다. 시장이 과대평가되었고, 조정이 확실히 일어날 것이라는 일반적인 인식이 있었다. 동시에 긴축 통화 정책과 지속적인 긴축에 대한 시장의 기대가 이자율을 상승시키고 있었다. 8월의 좋지 않은 무역 수치가 10월에 발표되었다. 이는 Fed가 이자율을 다시 인상할 것이라는 기대를 만들었다. 주식 시장이 과도하게 확장된 것처럼 보이고 이자율이 상승하면서 주식에서 채권으로의 전환이 점점 더 매력적으로 보이기 시작했다. 그러나 투자자들은 이러한 움직임을 망설이기도 했다. "...모두가 시장이 과대평가되었음을 알았지만, 모두가 탐욕스러워서 연초부터 지속되어 온 멋진 상승세를 놓치고 싶지 않았다. 하지만 그들은 매우, 매우 불안했다." 마지막 촉매제로서 포트폴리오 보험이 어떤 하락이든 일단 시작되면 눈사태처럼 크게 가속화할 것이라는 우려도 있었다. 따라서 균형으로의 회귀는 불가피했지만, 거품이 터졌을 때 포트폴리오 매도와 상당한 시장 불안감이 결합되어 급격한 폭락을 가져왔다.
폭락에 대한 두 번째 설명은 루브르 합의의 실현 가능성에 대한 불확실성으로 인해 발생한 달러에 대한 신뢰 위기에 있다. 장기적인 강세장 동안 미국 주식 시장에 대한 국제 투자는 크게 확대되었다. 그러나 무역 및 예산 적자는 달러에 대한 하방 압력과 더 높은 이자율에 대한 기대를 동시에 가져왔다. 이러한 요인들과 기타 요인들은 산업화된 국가들(특히 미국, 일본, 서독)이 여러 관련 목표를 염두에 두고 루브르 합의에 도달하도록 동기를 부여했으며 그 중 하나는 환율을 특정 범위나 기준 범위 내에서 유지하면서 달러 가치에 대한 하한선을 유지하는 것이었다. 그러나 시장은 정부가 이러한 합의를 준수할 의지에 대해 제한적인 신뢰를 가졌다. 일본과 서독의 중앙은행들은 인플레이션 상승에 대한 두려움을 공개적으로 표명했으며, 이는 이들 국가가 유동성을 줄이고 인플레이션 압력을 억제하기 위해 이자율을 인상할 것이라는 기대를 불러일으켰다. 만약 이들 국가가 금리를 인상한다면, 모든 국가를 합의된 범위 내에 유지하기 위해 미국도 금리를 인상할 것으로 예상되었다. 분데스방크가 발언을 이행하고 단기 이자율을 인상하기 위한 조치를 취하자, 미국의 재무장관 제임스 베이커는 독일과 공개적으로 충돌했으며, 달러 평가절하 위협으로 해석될 수 있는 발언을 했다. 정상적인 상황에서도 약화된 달러는 외국인 투자자들에게 미국 주식의 매력을 떨어뜨리는 경향이 있을 것이다. 그러나 이러한 발언은 미국 외 투자자들 사이에서 충격과 공황을 불러일으켰다. 이는 통화전쟁 또는 심지어 달러 붕괴 가능성을 높였다. 익명의 레이건 행정부 고위 관리는 베이커의 성명 이후 투자자들의 두려움과 불확실성을 다음과 같이 요약했다:
...잠깐만요. 만약 [베이커]가 이것을 지렛대로 사용하고 있고 우리가 그것이 효과가 없을 것이라고 믿는다면, 바닥이 없습니다. 만약 그가 이것을 지렛대로 사용하고 있지 않고, 단지 실제로 달러 가치가 하락하기를 원한다면, 안정성은 없습니다. 그리고 그가 이것이 둘 중 하나인지 명확히 하지 않는다면, 그는 자신의 시스템과 사업을 이해하지 못하는 것이고, 우리는 신뢰 문제를 겪을 것입니다.
이 설명에 따르면 그 결과는 아시아에서 시작하여 시장이 전 세계적으로 열리면서 유럽과 미국으로 확산된 혹독한 매도세였다.

### 시장 붕괴

#### 분리된 시장과 지수 차익거래
정상적인 상황에서 주식 시장과 그 주요 파생 상품인 선물 및 옵션 시장은 기능적으로 단일 시장이다. 특정 주식의 가격이 선물 및 옵션 시장에서 해당 상품의 가격과 밀접하게 연결되어 있기 때문이다. 파생 상품 시장의 가격은 일반적으로 기초 주식의 가격과 밀접하게 연결되어 있지만 약간의 차이가 있다(예를 들어 선물의 가격은 일반적으로 특정 현물 주식의 가격보다 높다). 그러나 위기 동안 이러한 연결은 끊어졌다.
선물 시장이 주식 시장이 닫힌 상태에서 개장했을 때, 가격 불균형이 발생했다. 늦게 개장한 주식의 호가는 전날의 마감 가격에서 변경될 기회가 없었다. 따라서 호가된 가격은 "묵은 가격"이었고 현재 경제 상황을 반영하지 않았다. 일반적으로 호가는 실제보다 높게(그리고 일반적으로 주식보다 높은 각 선물보다 훨씬 높게) 책정되었다.
이러한 시장의 분리는 선물 가격이 가격 발견 수단으로서의 유효성을 일시적으로 상실했음을 의미했다. 이는 더 이상 주식 시장 기대의 방향이나 정도를 거래자에게 알리는 데 의존할 수 없었다. 이는 해로운 영향을 미쳤다. 투자자 신뢰가 절실히 필요한 시기에 불확실성과 혼란을 가중시켰고 선물 시장의 할인이 논리적으로 투자자들이 기다렸다가 더 낮은 가격에 주식을 구매할 수 있음을 의미했기 때문에 투자자들이 "역풍에 맞서" 주식을 구매하는 것을 단념시켰고, 포트폴리오 보험 투자자들이 주식 시장에서 매도하도록 장려하여 주가에 추가적인 하방 압력을 가했다.
선물과 주식 간의 격차는 지수 차익거래 거래자들에 의해 빠르게 포착되었고, 그들은 시장가 주문을 통해 이익을 얻으려 했다. 프로그램 매매의 한 형태인 지수 차익거래는 혼란과 가격 하방 압력을 가중시켰다.
...시장 간의 자연스러운 연관성을 반영하여, 매도 압력은 지수 차익거래와 직접적인 포트폴리오 보험 주식 매도를 통해 주식 시장으로 파급되었습니다. 대량 매도와 이에 따른 유동성 수요는 단일 시장 부문에만 국한될 수 없습니다. 이는 자연스럽게 연결된 다른 시장 부문으로 넘쳐흐를 수밖에 없습니다. 그러나 10월 19일과 20일에 시장 간 유동성의 자연적 한계가 드러났습니다.
지수 선물과 주식 간의 차익거래가 가격에 하방 압력을 가했지만, 급격한 가격 하락을 야기한 매도 주문 급증의 시작을 설명하지는 못한다. 더욱이 지수 차익거래 프로그램 거래가 이러한 시장 간에 생성하는 연결이 끊어졌을 때 시장이 "가장 혼란스러운" 상태를 보였다.

#### 포트폴리오 보험 헤지
포트폴리오 보험은 헤징 기법으로 시장 펀더멘털의 변화가 아닌 시장 가격 변화에 반응하여 금융상품(예: 주식 또는 선물)을 매매함으로써 위험을 관리하고 손실을 제한하려 한다. 특히, 시장이 상승할 때는 매수하고, 시장이 하락할 때는 매도하며, 시장이 상승하거나 하락하는 근본적인 이유에 대한 어떠한 정보도 고려하지 않는다. 따라서 이는 시장 불안정화를 초래하는 피드백 루프를 생성할 잠재력이 있는 "정보 없는 거래"의 한 예이다.
이 전략은 포트폴리오 보험사들의 컴퓨터 모델이 주식이 더 낮게 개장하고 급격한 가격 하락을 계속하는 것을 확인했을 때 하락 압력의 원인이 되었다. 모델들은 더 많은 매도를 권장했다. 이러한 헤지가 생성할 수 있는 컴퓨터 생성 피드백 루프의 잠재력은 폭락의 심각성을 가중시키는 요인으로 논의되었지만 초기 촉발 요인으로는 간주되지 않았다. 경제학자 헤인 릴랜드는 이러한 해석에 반대하며, 주가에 대한 포트폴리오 헤징의 영향은 아마도 비교적 작았을 것이라고 제안했다. 마찬가지로, 시카고 상업거래소의 보고서는 폭락 기간 동안 "뮤추얼 펀드, 브로커-딜러 및 개인 주주와 같은 다른 투자자들의 영향이 포트폴리오 보험사보다 3~5배 더 컸다"고 밝혔다. 수많은 계량경제학 연구가 포트폴리오 보험이 폭락을 악화시켰는지 여부를 판단하기 위해 증거를 분석했지만, 결과는 명확하지 않다. 포트폴리오 보험 거래가 없었던 전 세계 시장에서도 미국 시장만큼의 혼란과 손실을 경험했다. 더 나아가, 예를 들어 리처드 롤의 시장 분석에서는 컴퓨터 거래(포트폴리오 보험 포함)가 더 널리 퍼진 시장이 실제로는 그렇지 않은 시장보다 상대적으로 덜 심각한 손실(백분율 측면에서)을 경험했음을 발견했다.

#### 잡음 거래
이 기간 동안 시장 간의 동시 인과성 및 피드백 행동이 극적으로 증가했다. 변동성이 크고 불확실한 시장에서 전 세계의 투자자들은 주가 변화와 다른 투자자들과의 소통을 통해 정보를 추론하고 있었으며 이는 자기 강화적인 공포 전염을 야기했다. 시장 심리에 기반한 거래 결정을 내리는 이러한 패턴은 종종 "잡음 거래"의 한 형태로 불리며, 이는 정보가 부족한 투자자들이 "잡음을 뉴스인 것처럼 거래"할 때 발생한다. 검증되지 않은 소문이나 "직감"과 같이 정량화할 수 없고 잠재적으로 관련 없는 정보에 기반하여 상당한 양의 거래가 이루어진다. 투자자들은 겉보기에 합리적인 행동과 비합리적인 행동 사이를 오가며 "주고받는 것 사이에서, 위험과 수익 사이에서 길을 찾기 위해 고군분투하며, 한 순간에는 냉철한 계산에 몰두하다가 다음 순간에는 감정적인 충동에 굴복한다." 잡음이 의미 있는 뉴스로 잘못 해석되면, 위험 회피 거래자 및 차익 거래자의 반응이 시장을 편향시켜 기초 주식의 근본적인 상태를 정확하게 반영하는 가격을 설정하는 것을 방해한다. 예를 들어, 10월 19일에 NYSE가 폐쇄될 것이라는 소문은 추가적인 혼란을 야기하고 가격을 더욱 하락시켰으며 다음 날 두 시카고 상업거래소 청산소가 지급 불능이라는 소문은 일부 투자자들이 해당 시장에서 거래하는 것을 단념시켰다.
잡음 유발 변동성의 피드백 루프는 일부 분석가에 의해 폭락의 심각한 깊이에 대한 주요 이유로 언급되었다. 그러나 이는 시장 붕괴를 처음 촉발한 요인을 설명하지는 못한다. 더욱이 로렌스 A. 커닝햄은 잡음 이론이 "상당한 경험적 증거와 잘 발달된 지적 기반에 의해 뒷받침되지만", 1987년 10월의 폭락과 같은 사건을 설명하는 데는 부분적으로만 기여한다고 제안했다. 심리적 또는 감정적 요인에 흔들리지 않는 정보에 정통한 거래자들은 덜 위험하다고 알고 있는 거래를 할 여지가 있다.

## 영향
검은 월요일 직후 연방준비은행의 앨런 그린스펀이 금리를 낮추고 통화량을 증가시킴으로써 경제위기는 피할 수 있었다.
검은 월요일 이후 대부분의 주요 주식 시장에서는 거래 가격이 급격하게 떨어질 경우 일시적으로 거래를 중지시키는 서킷브레이커 제도가 도입되기 시작하였다. 서킷 브레이커는 2020년 주가 대폭락 동안 여러 번 발동되었다.
주목할 만한 두 번째 결과는 루브르 합의의 종말이었다. 그 의도는 이미 그해 4월 시장 세력에 의해 좌절되고 있었다. 당시 레이건 행정부의 폭락에 대한 대응은 유동성을 제공하기 위해 의도적으로 이자율과 달러 가치를 모두 하락시키는 것이었다. 이후 1988년 12월까지 달러를 위해 일부 개입을 재개했지만, 결국 "어떤 종류의 국제 통화 협력도, 목표 구역도 불가능하다는 것이 명확해졌다."
1987년 폭락은 금융 옵션 가격 책정에서 발생하는 내재 변동성 패턴을 변화시켰다. 미국 시장에서 거래되는 주식 옵션은 폭락 전에는 변동성 미소를 보이지 않았지만, 그 후에는 나타나기 시작했다.
검은 월요일 당시 다우 존스의 폭락은 역사상 가장 큰 규모의 폭락이며 현재까지도 하룻 동안 가장 큰 규모로 폭락한 시기이다.(종종 1914년 12월 12일이 가장 큰 폭락이라고 언급되지만 겉보기의 24.39% 하락은 1916년 다우 존스 지수의 재정의로 소급되면서 나온 오류이다.)

## 연표
1985년 말부터 1986년 초까지 미국 경제는 1980년대 초반 경기후퇴에서 벗어난 급격한 회복세에서 점차 성장이 약화되고 있었는데, 점차 호황세가 축소되고 인플레이션이 둔화되는 연착륙 시기로 찾아오게 되었다. 하지만 주식 시장은 계속 성장해 1987년 8월엔 다우 존스 산업평균지수가 2,722 포인트를 기록하여 전년 폐장가인 1,895 포인트 대비 44% 늘어나는 양상을 보였다. 여러 경제적 불확실성으로 1986년 초엔 석유 수출국 기구(OPEC) 연합이 붕괴해 1986년 중반에 원유가는 50% 정도 하락하였다.
10월 14일, DJIA가 95.46포인트(3.8%) 감소한 2,412.70 포인트를 기록했다. 그 다음날엔 58포인트(2.4%) 폭락하여 8월 25일 최고가 대비 12% 폭락하였다. 목요일인 10월 15일에는 이란이 쿠웨이트 알아마디주 석유항 해안에 정박해 있던 미국 회사 소유(라이베리아 선적)의 유조선 수가리(Sungari)를 실크웜 미사일로 공격하였다. 다음 날 아침에는 미국 선적의 MV 시 아일 시티 유조선을 실크웜 미사일로 공격하였다. 10월 16일 금요일엔 런던의 모든 시장이 예상치 못하게 1987년 대폭풍으로 급히 폐장하자 다우 존스 지수는 108.35 포인트(4.6%) 감소한 2,246.74 포인트로 마감하였다. 당시 미국의 재무장관인 제임스 베이커는 이러한 폭락세에 우려를 표했다.
대폭락은 극동 주식시장이 개장한 10월 19일부터 시작하였다. 이후 10월 16일 대폭풍으로 급하게 폐장했던 런던 시장이 개장하자 폭락세가 더 가속되었다. 런던 시간 기준 오전 9시 30분엔 런던 FTSE100 지수가 136 포인트 넘게 하락하였다. 또한 이날 아침 미군이 이란의 실크웜 미사일 공격에 대한 보복으로 페르시아만의 이란 해상원유정을 폭격하였다.

## 같이 보기
- 2010년 순간 폭락
- 다우 존스 산업평균지수의 일간 최대 변동치 목록
- 홍콩의 주가 폭락 사건 목록
- 1929년 월스트리트 대폭락
- 검은 월요일 (TV 시리즈)
- 2020년 주가 대폭락
- 2025년 주가 대폭락
- 월 스트리트 (1987년 영화)

## 내용주
1. ↑  이 금액은 1987년 미국 명목 GDP의 35%에 해당한다. 2024년 기준으로는 10조 3천억 미국 달러가 될 것이다.
2. ↑  Explanations [for the extended bull market] include "...improved earnings growth prospects, a decrease in the equity risk premium... [and] substantial undervaluation of equities when inflation is high, as in the early 1980s. The bull market.. [was] in part a correction from this previous level of undervaluation."[7]
3. ↑  할인창 대출은 1987년 주가 폭락에 대한 연방준비제도 이사회 대응에서 큰 역할을 하지 못했다.[33]
4. ↑  해당 시장은 호주, 오스트리아, 벨기에, 캐나다, 덴마크, 프랑스, 서독, 홍콩, 아일랜드, 이탈리아, 일본, 말레이시아, 멕시코, 네덜란드, 뉴질랜드, 노르웨이, 싱가포르, 남아프리카 공화국, 스페인, 스웨덴, 스위스, 영국, 미국이었다.[47] 당시 중국에는 주요 증권 시장이 없었다. 상하이 증권거래소는 1990년 12월에, 선전 증권거래소는 1991년 4월에 개장했다.[49]

## 추가 자료
- "Brady Report" Presidential Task Force on Market Mechanisms (1988): Report of the Presidential Task Force on Market Mechanisms. Nicholas F. Brady (Chairman), U.S. Government Printing Office.
- Carlson, Mark (2007) "A Brief History of the 1987 Stock Market Crash with a Discussion of the Federal Reserve Response," Divisions of Research & Statistics and Monetary Affairs Federal Reserve Board, Washington, D.C.
- Securities and Exchange Commission (1988): The October 1987 Market Break. Washington: U.S. Securities and Exchange Commission (SEC).
- Shiller, R. (1989). “Investor Behavior in the October 1987 Stock Market Crash: Survey Evidence”. Boston: MIT Press. in Shiller, Robert J. (1990). 《Market Volatility》. MIT Press. ISBN 0-262-19290-X.
- Blakey, George G. (2011). 《A History of the London Stock Market 1945–2009》. Harriman House Limited. 295–쪽. ISBN 978-0857191151.
- Bozzo, Albert (2007년 10월 12일). “Players replay the crash”. 《CNBC》.
- Browning, E.S. (2007년 10월 15일). “Exorcising Ghosts of Octobers Past”. 《월스트리트 저널》. OCLC 781541372.
- Furbush, Dean (2002). 〈Program Trading〉.   David R. Henderson. 《Concise Encyclopedia of Economics》 1판. Library of Economics and Liberty. OCLC 317650570, 50016270 및 163149563
- Goodhart, Charles (August 17–19, 1988). 《The International Transmission of Asset Price Volatility》. Symposium on Financial Market Volatility. Federal Reserve Bank of Kansas City. 79–120쪽. 2023년 4월 21일에 확인함.
- Greenspan, Alan (2008) [2007]. 《The Age of Turbulence: Adventures in a New World》. 펭귄 북스. 104–110쪽. ISBN 978-0143114161.
- Maley, Matt (2017년 10월 16일). “The real reason for 1987 crash, as told by a Salomon Brothers veteran”. 《CNBC》.
- Martin, Justin (2000). 《Greenspan: The Man Behind Money》. Cambridge, MA: Perseus Publishing. 171–186쪽. ISBN 978-0738202754.
- Sobel, Robert (1988). 《Panic on Wall Street: A Classic History of America's Financial Disasters – With a New Exploration of the Crash of 1987》. E. P. Dutton. ISBN 978-0525484042.
- Woodward, Bob (2000). 《Maestro: Greenspan's Fed and the American Boom》. 사이먼 & 슈스터. 36–49쪽. ISBN 978-0743204125.